# Iliazd

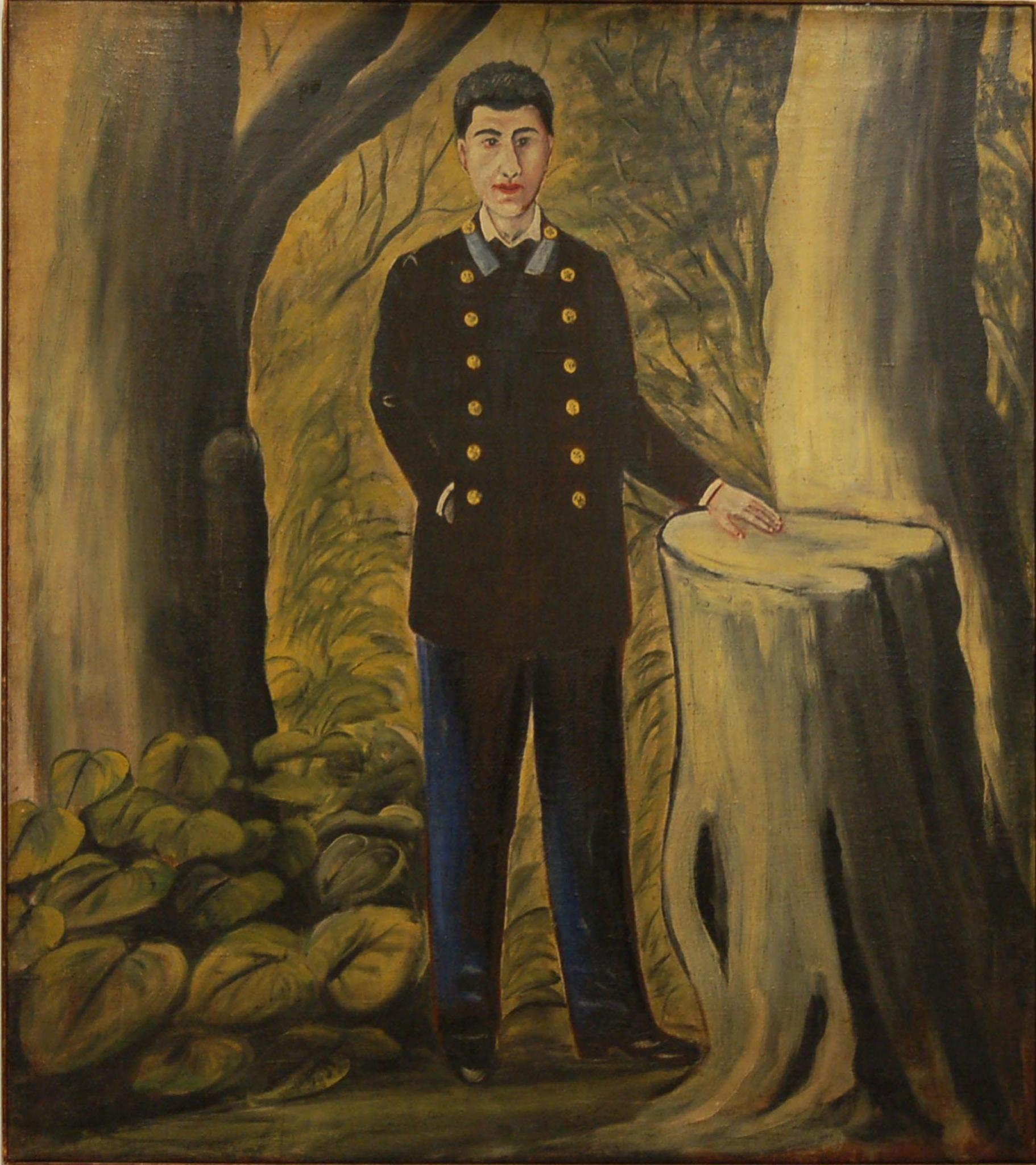
Niko Pirosmani: Porträt Ilya Zdanevič, 1913

Ilya Zdanevič, genannt Iliazd (weiteres Pseudonym: Eli Eganbjuri, russisch: Эли Эганбюри); (* 21. April 1894 in Tiflis, Georgien; † 25. September 1975 in Paris) war ein russisch-georgisch-französischer Autor, Typograph und Verleger. Iliazd gilt als einer der innovativsten Typographen des 20. Jahrhunderts. Er war einer der Begründer des russischen Futurismus und gehörte zum Kreis der französischen Dadaisten und Symbolisten.
Seine einzigartiger Stellung in der Kunstgeschichte hat er als „Pate“, Designer und Verleger illustrierter Bücher der Protagonisten der Pariser Schule, wie Georges Braque, Max Ernst, Alberto Giacometti, Joan Miró und Pablo Picasso.

## Leben
Ilya Zdanevič wurde in Tiflis als Sohn eines polnischen Vaters, Französischlehrer am Gymnasium in Tiflis, und einer georgischen Mutter geboren. Ilyas Bruder Kyrill Zdanevič war Maler. Die Zdanevič führten ein gastliches und kulturell aufgeschlossenes Haus und beherbergten häufig französische Künstler und Intellektuelle, die Georgien bereisten. Eine ihrer Gäste, Boris Lopatinskij, brachte aus Italien futuristische Dokumente mit, darunter Marinettis Uccidiamo il Chiaro di Luna!, das der junge Ilya mit Begeisterung auswendig lernt, um dann einen Briefwechsel mit Marinetti anzufangen.
1911 begann er an der Universität in St. Petersburg ein Jurastudium, gleichzeitig schrieb er Kunstkritiken und war Autor für eine russische Zeitschrift. Durch die Freundschaft mit Natalija Gontscharowa kam er in Kontakt zu Künstlern der Russischen Avantgarde. 1913 erschien unter dem Pseudonym Eli Eganbjuri eine kleine Auflage (525 Exemplare) der Biografien Gontscharowas und Larionows. Fünfundzwanzig der Exemplare waren handkoloriert.
Während eines Ferienaufenthalts in Tiflis, sah Zdanevič zum ersten Mal Bilder des georgischen Malers Pirosmani, von dem am 24. März 1913 erstmals vier Bilder in einer Ausstellung zusammen mit Werken von Gontscharowa, Larionow und Le-Dantju öffentlich gezeigt wurden. 1916 organisierten die Brüder Zdanevič im Hause ihrer Eltern eine Gesamtschau der Werke Pirosmanis.
Während des Krieges konnte Zdanevič zwar sein Studium in St. Petersburg fortsetzen, arbeitete aber zwischendurch auch als Kriegsberichterstatter im Kaukasus und beschäftigte sich nebenbei mit der Architektur georgischer Kirchen. 1918, nach der Unabhängigkeitserklärung Georgiens, kehrte er nach Tiflis zurück, wo er in der Druckerei Sindikat, die Werke der Russischen Avantgarde verlegte, das Handwerk eines Typographen erlernte.
Er trat dort der Künstlergruppe 41° bei und nahm das Pseudonym Iliazd an. Mitbegründer dieser kurzlebigen Bewegung waren u. a. die russischen Dichter Alexei Krutschonych und Welimir Chlebnikow, Erfinder der Zaoum-Poesie, die mit neuen Gedicht- und Sprachformen experimentierten und mit ihren Gedichten öffentliche Auftritte veranstalteten. Iliazd selbst schrieb drei Stücke (Yanko Krul Albansky, Ostraf Paskhi und Zga Yakaby) in dieser Kunstsprache.

### In Paris
1920 verließ Iliazd Georgien und reiste zunächst nach Konstantinopel mit Reiseziel Paris, wo sich eine lebendige und experimentierfreudige Künstlerschaft zusammengefunden hatte, die später unter dem Namen École de Paris zusammengefasst worden ist. Während eines ganzen Jahres bemühte er sich in Konstantinopel um ein Visum für Frankreich. 1921 erreichte er Paris, wo er mit anderen Landsleuten die Organisation Cherez gründete. Die Gruppe hatte es sich zur Aufgabe gemacht, die russischen Emigranten mit Vertretern der französischen Kultur zusammenzuführen.
1923 schrieb er die Erzählung Parizhachi über zwei Paare im Bois de Boulogne, die es schaffen, innerhalb von zweieinhalb Stunden – exakt von 11.51 bis 14.09 Uhr – gemeinsam zu speisen und einander zu betrügen, wobei auch in der Komposition der Novelle alle Konventionen der Erzählkunst und in der Typographie des Buches die gültigen Regeln der Orthographie und der Zeichensetzung gebrochen werden.

### 41° - Le Degré Quarante et Un
Ab 1940 gab Iliazd unter dem Namen seiner Tifliser Künstlergruppe 41°, in Frankreich Le Degré Quarante et Un, eine Reihe von Künstlerbüchern heraus, die heute bei Auktionen regelmäßig Spitzenpreise erzielen. Alle Bücher haben nur geringe Auflagen, etwa zwischen 40 und 60 Stück, und sind teils von den Künstlern handsigniert.
Design und Typographie stammen immer von Iliazd, Autoren sind Maler und Dichter der Pariser Kunstszene, Pariser Dadaisten, Symbolisten und damals noch wenig bekannte Protagonisten als auch Stars der Klassischen Moderne.
Die Bücher entstanden in enger Zusammenarbeit mit den Künstlern und Dichtern, die sich alle den strengen Vorstellungen des Verlegers und Typographen anpassten. Iliazd suchte sorgfältig die Materialien der Bücher aus: altes Japanpapier, Chinapapier, Pergament, französisches Büttenpapier (Velin Arches), Papier aus den alten Papiermühlen der Auvergne, antikes Papier aus dem 18. Jahrhundert etc.
Das erste Künstlerbuch aus Iliazds Pariser Offizin entstand in Zusammenarbeit mit   Pablo Picasso. Unter dem Titel Afat erschien 1940 in einer Auflage von 64 Exemplaren eine Sammlung von 66 Sonetten Iliadzs in russischer Sprache. Illustriert wird das Buch, in dem  die weibliche Schönheit  besungen wird, mit 6 erotischen Stichen von Pablo Picasso, darunter zwei in Aquatinta.  Der Einband ist aus Pergament, die Seiten aus Velinpapier (Velin de Montval),  die Typographie  hält sich hier noch an die überkommenen Regeln der Druckkunst. Mit dieser Gemeinschaftsarbeit der beiden Künstler begann eine lebenslange Freundschaft zwischen Picasso und Iliazd. 
1941 brachte Iliazd ein zweites Buch unter dem Titel Rahel heraus. Die Texte Iliazds, entstanden unter dem Eindruck der deutschen Invasion in Frankreich, sind in russischer Sprache und kyrillischer Kursive mit einer  französischen Übersetzung von Paul Éluard abgedruckt und mit Holzschnitten Léopold Survages  gerahmt. 
Ein besonders interessantes Exemplar  seiner Buchproduktion ist die 1949 erschienene Anthologie
Poésies des mots inconnus: Poèmes de Arp, Artaud, Audiberti, Ball, Beauduin, Bryen, Dermée, Hausmann, Iliazd, Jolas, Klébnikow, Krutchonykh, Picasso, Poplavsky, Schwitters, Seuphor, Térentiev, Tzara; ornés  par Arp, Braque, Bryen, Chagall, Domingues, Férat, Giacometti, Cleizes, Hausmann, Laurens. Léger, Magnelli, Masson, Matisse, Metzinger, Miró, Picasso, Survage, Taeuber-Arp, Tytgat, Villon, Wols, Ribemont-Dessaignes. 
- der Titel  liest sich wie ein Ehrenreigen französischer Künstler und Literaten des 20. Jahrhunderts.
Das Buch, erschienen in einer relativ hohen Auflage von 158 Stück, war die Antwort Iliazds auf den von  Isidore Isou, Begründer des Lettrismus,  angemeldeten Anspruch als Erfinder der Lautpoesie. Das Buch enthält eine Sammlung von Dada-Gedichten, futuristischer phonetischer Poesie, Zaoum-Poesie aus seiner Tifliser Zeit und auch  Wiegenlieder, die Iliadzs nigerianische Frau in der Yoruba-Sprache dem gemeinsamen Sohn Chalva vorgesungen hatte, eine Hommage an die inzwischen verstorbene Ronke Akinsemoyna.    
Das Buch ist eins der Glanzstück von Iliadzs Buchkunst. Die Blätter des Buches sind mit der Hand wie Briefe gefaltet, das Papier ist handgeschöpft, die Drucktypen wurden für jedes Gedicht von Iliazd neu entworfen und sind mit der Hand gesetzt. Die Illustrationen sind konstitutiver Bestandteil der einzelnen Seiten,  ausgeführt sind sie  in  unterschiedlichsten   Techniken der Druckkunst.
1961 kam es zu einer Zusammenarbeit mit Max Ernst, mit dem Iliazd  seit seinen Anfängen in Paris bekannt war. Das Ergebnis des gemeinsamen Buchprojekts war  die Maximiliana, die von Bibliophilen  als eines der schönsten Künstlerbücher des 20. Jahrhunderts gehandelt wird.  Thema des Buches war der deutsche Lithograph und Autodidakt der Sternkunde Wilhelm Tempel,  († 1889 in Acetri in Italien),  dem die wissenschaftliche Welt die Entdeckung von  Planetoiden, Kometen und Sternennebeln samt deren akribischer Registrierung mit den Mitteln der Lithographie verdankt.

### Reisen nach Südfrankreich, Italien und Griechenland
1945, in den Tagen der Befreiung Frankreichs von der deutschen Besetzung,  starb Iliazds nigerianische Frau, die er 1943 geheiratet hatte, und durch die sein Interesse an der nigerianischen Kunst und Kultur geweckt worden war. Ab 1947 begann Iliazd  den Süden Frankreichs, Italien und Griechenland zu bereisen. Picasso hatte seit 1948 sein Keramikatelier in Vallauris eingerichtet und auch bei Iliazd erwachte Interesse an der antiken Töpferkunst.  In Südfrankreich lernte er seine spätere Frau Hélène Douard-Mairé kennen, die damals das Keramikatelier von François Hugo, einem Freund Picassos, leitete. 
Hélène Douard, die er 1968 heiratete, wurde seine Begleiterin auf diesen Entdeckungsreisen, die ihn er auf die Spuren von Adrien de Montluc-Montesquiou, galanter Hofmann bei Heinrich IV. - Freigeist, Autor,  mutmaßlicher Verschwörer gegen Richelieu - führten und in Italien zur Entdeckung des Außenseiters der Astronomie, Wilhelm Tempel, für dessen Andenken er zusammen mit Max Ernst eins seiner schönsten Künstlerbücher schuf. Ebenfalls in  Italien entdeckte er für sich den reisenden Kaufmann und  Humanisten Cyriacus von Ancona, der es bei seinen Reisen durch das  alte Byzanz vorzog,  antike Ruinen, Inschriften  und Artefakte zu zeichnen, um sie vor dem Vergessen zu bewahren, anstatt sich auf die Abwicklung seiner Geschäfte zu konzentrieren.  Das wichtigste Buch mit den unschätzbaren Ergebnissen seiner Sammlertätigkeit, die Antiquarum Rerum Commentaria, bleibt bisher  verschollen. Fasziniert hat Iliazd offensichtlich die Biographie dieser ungewöhnlichen Menschen, alle auf eigene Weise Außenseiter ihrer Gesellschaft, die sich durch ihr originäres Denken, ihre  Unabhängigkeit von den Werten und Vorgaben ihrer Zeit auszeichnen und durch die Beharrlichkeit, mit der sie ihren Visionen folgten.

## Porträts
Das erste Porträt Iliazds von einem Künstler ist ein Ölgemälde von 1913 des naiven georgischen Malers Niko Pirosmani, heute in Leningrad in der Sammlung Schuster aufbewahrt.
Eine Federzeichnung von Giorgio de Chirico aus dem Jahr 1927 ist u. a. im Combat vom 8. November 1947 veröffentlicht worden und illustriert dort eine Polemik Iliazds gegen den Begründer des Lettrismus, Isidore Isou.
Auch Robert Delaunay hat Iliazds Porträt gemalt; es befindet sich heute im Moma in New York. Eine Radierung Alberto Giacomettis ist in dem Band 12 portraits du célèbre Orbandale, 1962 in Paris bei Iliazd 41 °, enthalten.
Der Fotograf Michel Sima, der fast alle Künstler der École de Paris porträtiert hat, hat auch Iliazd fotografiert.

## Nachlass
Seit dem Tod Iliazds 1975 verwaltet seine Witwe den Nachlass, soweit er nicht bereits der Französischen Nationalbibliothek in Paris übergeben worden ist.